# Курська магнітна аномалія

Схема КМА

Курська магнітна аномалія (КМА) — один з найбільших у світі басейнів з покладами багатих залізних руд.
Розташована в межах Бєлгородської, а також Курської і Орловської областей Росії (частково — в районі Сіверської і Слобідської України).

## Історія
Промислове освоєння КМА почато 1952 року.

## Характеристика
Запаси залізної руди 250 млрд т, промислових категорій — 23,5 млрд т. В основі басейну залягають докембрійські кристалічні породи, перекриті осадовими породами фанерозою. Залізні руди представлені двома типами: багатими (вміст заліза 60-62%) й залізистими кварцитами (25,3%), які потребують збагачення. Розвідано 18 родовищ, експлуатують 4: Коробковське, Лебединське, Михайлівське і Стойленське. Запаси неокиснених залізистих кварцитів Лебединського родовища оцінені в 5,5 млрд т, що занесено в книгу Гіннеса.

## Технологія розробки
Розробляється відкритим і підземним способами.
Працює Лебединський, Стойленський і Михайлівський ГЗК і Оскольський електро-металургійний комбінат.